# حاتم‌آباد (قائنات)
حاتم آباد روستایی در دهستان مهیار بخش مرکزی شهرستان قائنات استان خراسان جنوبی ایران است.